# 兵庫県道55号伊丹停車場線
兵庫県道55号伊丹停車場線（ひょうごけんどう55ごう いたみていしゃじょうせん）は、兵庫県伊丹市を通る県道（主要地方道）である。

## 概要
兵庫県JR福知山線 伊丹駅から伊丹市伊丹までを結ぶ。

### 路線データ
- 起点：JR福知山線・伊丹停車場（伊丹駅）
- 終点：伊丹市伊丹（伊丹郵便局前交差点、兵庫県道13号尼崎池田線・兵庫県道189号阪急伊丹停車場線交点）
- 総延長：398m

## 歴史
- 1993年（平成5年）5月11日 - 建設省から、県道伊丹停車場線が伊丹停車場線として主要地方道に指定される[1]。

## 地理

### 通過する自治体
- 伊丹市

### 交差する道路
- 兵庫県道13号尼崎池田線・兵庫県道189号阪急伊丹停車場線（伊丹市伊丹・伊丹郵便局前交差点、終点）

### 沿線にある施設など
沿道にはマンションが立ち並ぶが、伊丹郷町のなごりである古来からの民家も残存している。
- 荒村寺 - 上島鬼貫の句碑で知られる。
- AI・HALL - 小劇場演劇の拠点。
- アリオI・II - 所在地である「有岡」にちなむ商業施設。関西スーパーマーケットが核テナント。同名のイトーヨーカドー系列のショッピングモールとは関係ない。
- 北おおさか信用金庫伊丹支店